# Tu–95
A Tu–95 (NATO-kódja: Bear) a Szovjetunióban kifejlesztett stratégiai bombázó repülőgép. Többféle felszereltséggel, több szerepkörben is alkalmazták. A Tu–95-öst elsősorban rakétahordozó nehézbombázóként, a Tu–142 változatát haditengerészeti repülőgép feladatkörben használják.

## Története
A típus eredeti jelzése Tu–20 lett volna, de a gyári „95-ös típus” gyártmányjelzés a fejlesztés során annyira ráragadt, hogy végül ez lett a típusjele is.
Altípustól függően a Tu–95 más-más szerepkörben alkalmazható. Az alapkoncepció szerint a repülőgép nagy hatótávolságú nehézbombázó, így az első változatok interkontinentális bombázók, amelyek nukleáris fegyverek célba juttatására készültek. A repülőgép D és E változata felderítő repülőgép, a D változat nagy teljesítményű keresőradarral, az E változat fényképezőgépekkel van felszerelve.
A gép amerikai társaihoz hasonlóan rakéták, robotrepülőgépek célbajuttatására is alkalmas, ezt a feladatkört a G és H variánsok látták el.
Az F és J változatok tengerészeti repülőgépek, amelyeket Tu-142 típusként is jelölnek. Az F változat tengeralattjárók felderítésére és megsemmisítésére készült, a J változat pedig kommunikációs (a tengeralattjárók és a flotta, illetve a parancsnokság között) célokat szolgált.
Az egyes változatok paraméterei (hossz, súly, terhelhetőség stb.) eltérhetnek egymástól.
Fejlesztése az 1950-es évek elején kezdődött, a Tu–4 sorozatgyártásának kezdete után. A hajtóművek megválasztásánál a dugattyús motorok a túl kicsi teljesítmény miatt eleve kiestek, a sugárhajtóművekkel pedig a megkövetelt 10 000 kilométeres hatótávot nem sikerült elérni. Így a megoldás a légcsavaros gázturbina alkalmazása lett. A prototípus 1952-ben repült először, a sorozatgyártás 1956-ban indult meg.
A Tu–95-öst Oroszország és India légiereje (a tengerészeti változat esetében a haditengerészet) használja. A Szovjetunió felbomlása nyomán az Ukrajna által örökölt 27 darab Tu–95 bombázót az Egyesült Államok pénzügyi segítségével megsemmisítették.

## Szerkezeti kialakítása
A Tu–95 teljesen fémépítésű, középszárnyas, hagyományos elrendezésű repülőgép. Négy légcsavaros gázturbinás hajtóművét az erősen nyilazott szárnyakba építették be. Az orrfutó a törzsbe húzható be. A törzs középső részében található a bombatér, amelyet alul ajtók zárnak. A szárnyak és a légcsavarok elektromos jégtelenítő rendszerrel rendelkeznek. A gép személyzete két, a gép első és hátsó részében elhelyezett hermetizált kabinban foglal helyet. A mellső kabinba az orrfutó nyitott futómű-aknáján keresztül lehet beszállni, a hátsó kabinba pedig a törzsön kialakított ajtón.
A Tu–95-be négy darab, a Kujbisevi Motorgyár (jelenleg: Motorsztroityel) által kifejlesztett, 11 030 kW (15 000 Le) teljesítményű Kuznyecov NK–12 légcsavaros gázturbinát építettek. A gázturbina 14 fokozatú axiálkompresszorral és 5 fokozatú turbinával rendelkezik. Az NK–12 gázturbina üzemi hatásfoka igen jó, ami kis fajlagos tüzelőanyag-fogyasztást eredményez. A takarékos üzemű légcsavaros gázturbinának köszönhetően a gép hatótávolsága meghaladja a 10 ezer km-t. Egy-egy gázturbina egymással ellentétesen forgó, koaxiálisan elhelyezett négytollú légcsavart hajt meg egy bolygóműves reduktoron keresztül. Az OKB–150 tervezőiroda (ma: Aeroszila) által tervezett AV–60K típusú légcsavar átmérője több mint 6 m. Az üzemanyag a gép törzsében és a szárnyakban kialakított 74 db rugalmas falú üzemanyagtartályba tankolható. Az eddig épített legnagyobb teljesítményű repülőgép-hajtómű igen zajos, így a Tu–95 a világ egyik leghangosabb repülőgépe.

## Fegyverzet

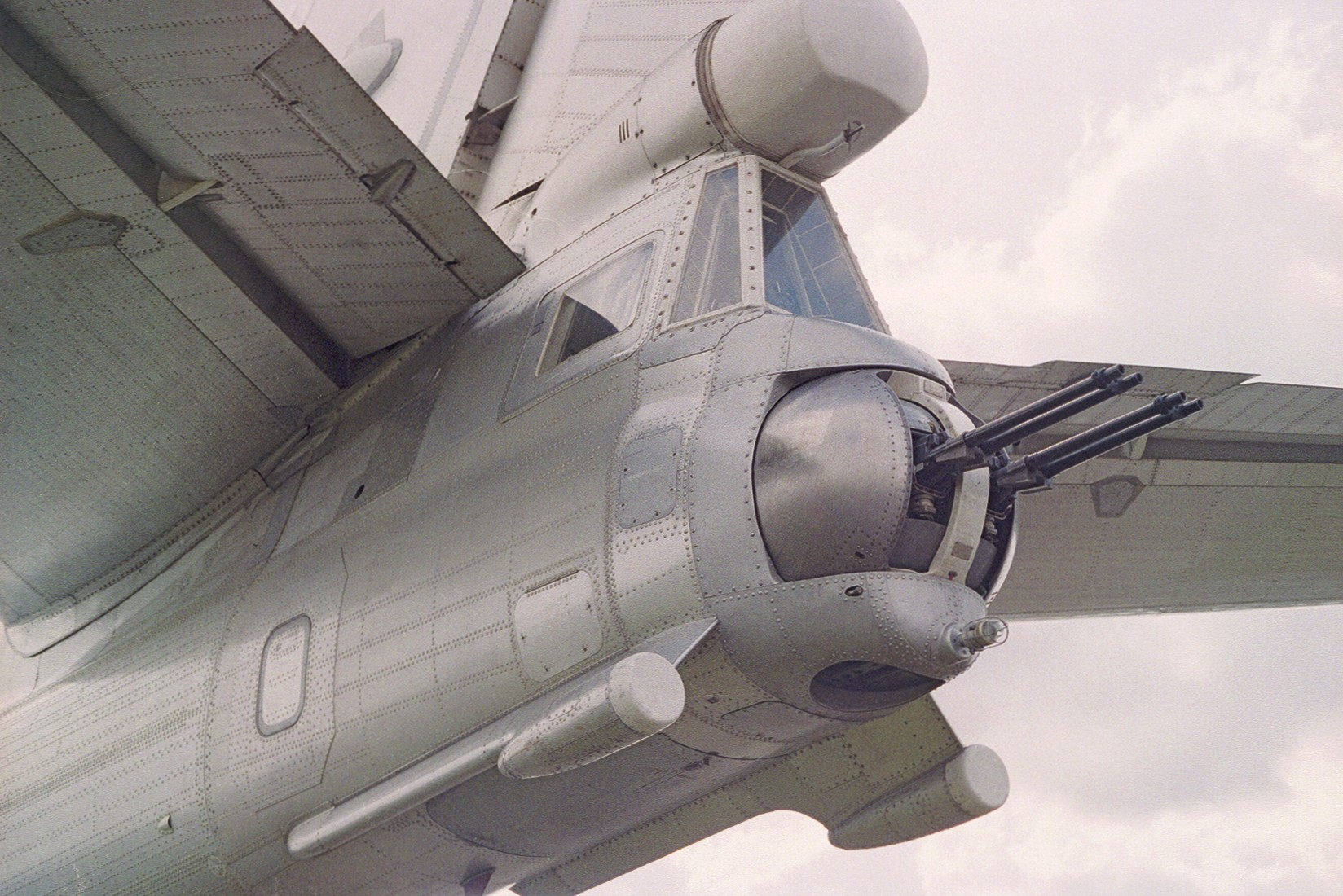
Gépágyúk a farokban

A Tu–95 maximális fegyverterhelése 12 000 kg. Az első sorozatgyártású változata gravitációs légibombákat hordozott. A bombatérben felfüggeszthető legnagyobb légibomba 9000 kg-os. A bombázó önvédelmi fegyverzete 23 mm-es gépágyúkból áll. Ezek száma típusváltozattól függően kettőtől hatig változhat, a gépágyú típusa AM–23 vagy GS–23.
A Tu–95KD és Tu–95–20 változatok a K–20 fegyverrendszert hordozzák, az ehhez tartozó rádiólokátoros irányítású, atomrobbanófejes H–20 robotrepülőgéppel, amely 300–600 km távolságban lévő célok ellen alkalmazható.
A Tu–95 MSZ változatokon jelent meg a H–55 robotrepülőgép. A Tu–95MSZ6 a bombatérben elhelyezett forgótárban hat robotrepülőgépet hordoz. A Tu–95MSZ16 változat 16 db robotrepülőgép hordozására képes, a bombatérben lévő hat darab mellett a szárnyakon kialakított négy tartóra további tíz darab H–55 függeszthető.
A Tu–95V, mindössze egy példányban készült változat kifejezetten az 50 Mt hatóerejű termonukleáris Cár-bomba hordozására készült. Az 1961. október 30-i kísérleti robbantást követően ez a Tu–95-ös gyakorló gépként szolgált tovább, az 1980-as évek közepén kiselejtezték.

## Típusváltozatok

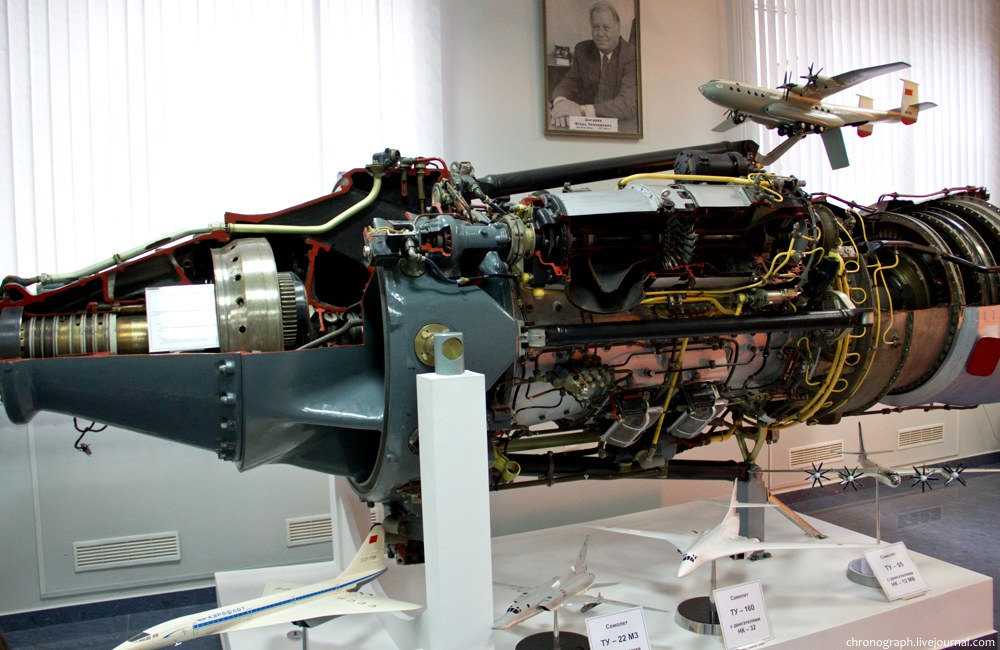
Hajtómű

- «95–1» – prototípus 2TV–2F légcsavaros gázturbinával (1952);
- «95–2» – prototípus TV–12 légcsavaros gázturbinával (1955);
- Tu–95 (NATO–kódja: Bear–A) – sorozatgyártású változat, hagyományos bombafegyverzettel (1955);[1]
- Tu–95A (Bear–A) – atomfegyverek (légibombák) hordozására alkalmas stretégiai bombázó változat, különleges festéssel, átalakított bombatérrel, és a személyzetet a fényhatástól védő kialakítással (1956);[2]
- Tu–95K (Bear–B) – H–20 robotrepülőgépek hordozására alkalmas változat (1956);[3][4][5]
- Tu–95KU – a Tu–95K gyakorló változata (1956);
- Tu–96 – nagy magasságú és növelt sebességű kísérleti változa, sorozatban nem gyártották (1956);
- Tu–95N – az RSZ hangsebesség feletti bombázó hordozására szolgáló változat (1956);[6]
- Tu–116 – nagyhatótávolságú utasszállító változat (1956);
- Tu–95M – NK–12M légcsavaros gázturbinákkal felszerelt sorozatgyártású változat (1957);[7][8][9]
- Tu–95V – az 50 Mt-ás termonukleáris Cár-bomba hordozására kialakított repülőgép (1959);[10]
- Tu–95KD – a H–20 robotrepülőgépet hordozó Tu–95K légi utántöltésre alkalmassá tett változata (1961);[11]
- Tu–95RC (Bear–D) – haditengerészeti felderítő változat (1962);[12]
- Tu–95MR (Bear–E) – stratégiai felderítő változat (1964);[13]
- Tu–95KM (Bear–C) – a Tu–95KD H–22M robotrepülőgépre átfegyverzett és modernizált fedélzeti rádióelektronikai berendezésekkel felszerelt változata (1968);[14]
- Tu–95LAL – repülőgépek nukleáris hajtóműveinek kísérleteire szolgáló, atomreaktorral felszerelt „repülő laboratórium”;
- Tu–95MSZ, Tu–95MSZ6 és Tu–95MSZ16 (Bear–H) – A H–55/RKV–500A robotrepülőgépek hordozására alkalmas változat (1979). Az orosz stratégiai légierő alaptípusa.[15]
- Tu–114 (Cleat) – a Tu–95 bázisán kialakított utasszállító repülőgép (1960);
- Tu–126 (Moss) – légtérellenőrző repülőgép a törzs felső részére szerelt nagyhatótávolságú rádiólokátorral (1962);
- Tu–142/Tu-142M (Bear-F) – tengerészeti felderítő és járőr-repülőgép (a szovjet terminológiában: tengeralattjáró-elhárító repülőgép), a Tu–142M2, Tu-142M3 és Tu–142M4 változatok tengeralattjáró-elhárító fegyverrendszerrel rendelkeznek (1963[16][17][18])
- Tu–119 – Nukleáris üzemű Kuznyecov NK–14A légcsavaros gázturbinával felszerelt kísérleti repülőgép terve, nem épült meg.